# Oberndorf (Offenhausen)
Oberndorf ([ˈoːbɐnˌdɔʁf] ) ist ein Gemeindeteil von Offenhausen im Landkreis Nürnberger Land (Mittelfranken, Bayern). Oberndorf liegt in der Gemarkung Kucha.

## Geografie
Das Dorf liegt am Fuße des Asselbergs (554 m ü. NHN). Durch den Ort fließt ein namenloser rechter Zufluss des Hammerbachs. Eine Gemeindestraße führt nach Mittelhof (0,3 km westlich).

## Geschichte
Mit dem Gemeindeedikt (frühes 19. Jahrhundert) wurde Oberndorf dem Steuerdistrikt Kucha und der Ruralgemeinde Kucha zugewiesen. Am 1. Mai 1978 wurde Oberndorf im Rahmen der Gebietsreform in Bayern nach Offenhausen eingemeindet.

## Baudenkmal
Unter der Adresse Oberndorf 10 ist eine Scheune mit massivem Satteldach und Fachwerkgiebel aus dem 19. Jahrhundert in der Denkmalliste für Offenhausen beim Bayerischen Landesamt für Denkmalpflege unter der Nummer D-5-74-145-21 eingetragen.